# Monica Ek (entreprenör)
Monica Ek, född 1955, är en svensk fotvårdsspecialist, samt föreläsare med inriktning på problematik med sexuella övergrepp.

## Biografi
Ek föddes i Hökarängen och bor sedan tonåren i Rågsved. Hon utsattes som barn för sexuella övergrepp, vilket bidragit till en negativ självbild och svårigheter i hennes liv. Efter att först i vuxen ålder ha konfronterats med och bearbetat sina upplevelser, beskriver hon ett vägskäl där hon valde att förlåta, försonas och förstå, istället för hat och bitterhet. Hon har därefter funnit en uppgift att "vara ett språkrör för alla tysta röster och ett ansikte för dem som vill se att om man vågar förlåta så kan man bli fri".
Hon gav 2019 ut sin livsberättelse i boken Jag lever: och har besegrat alla mörker och helveten, och föreläser återkommande om problematiken med sexuella övergrepp.